# Centranthus amazonum
Centranthus amazonum är en kaprifolväxtart som beskrevs av A. Fridlender och A. Raynal-roques. Centranthus amazonum ingår i släktet pipörter, och familjen kaprifolväxter. Inga underarter finns listade i Catalogue of Life.